# Jean-René Seurin
Jean-René Seurin, né le 20 avril 1900 à Paris et mort le 27 avril 1981 à Paris également, est un athlète international français.

## Biographie
Licencié au Stade français , Jean-René Seurin commence la course par le 400 mètres dont il est vice-champion de France en 52 secondes 2/10 à 17 ans en 1917. Incorporé, il remporte, le 29 mai 1919, le 100 m plat militaire au stade de Colombes. La même année, toujours à Colombes, il remporte aussi le titre national du 200 mètres du championnat de France, organisé par l'Union des sociétés françaises de sports athlétiques (USFSA), en 22 secondes 4/10, devancé cependant par le suisse Albert Hemmi.
Le 18 juillet 1920, à 20 ans, il gagne les championnats de France d’athlétisme sur 200 mètres au stade Pershing en 22 secondes 2/10 améliorant son record de France établi l'année précédente. À cette occasion il contribue également au titre et au record de France de l'équipe du Stade Français au relais 4x100 mètres, en 43 secondes 2/10.

## Carrière internationale
Il participe aux Jeux olympiques d’été de 1920 à Anvers en athlétisme sur 200 mètres où il termine 3e en séries.

## Carrière de dirigeant
Jean-René Seurin est président de la Fédération des internationaux du sport français (FISF) qu'il fonde en 1974 avec le nageur Alfred Schoebel et le footballeur Louis Finot. Il n'abandonne cette fonction qu'à son décès survenu à Paris le 27 avril 1981.